# Gunnar Staalesen

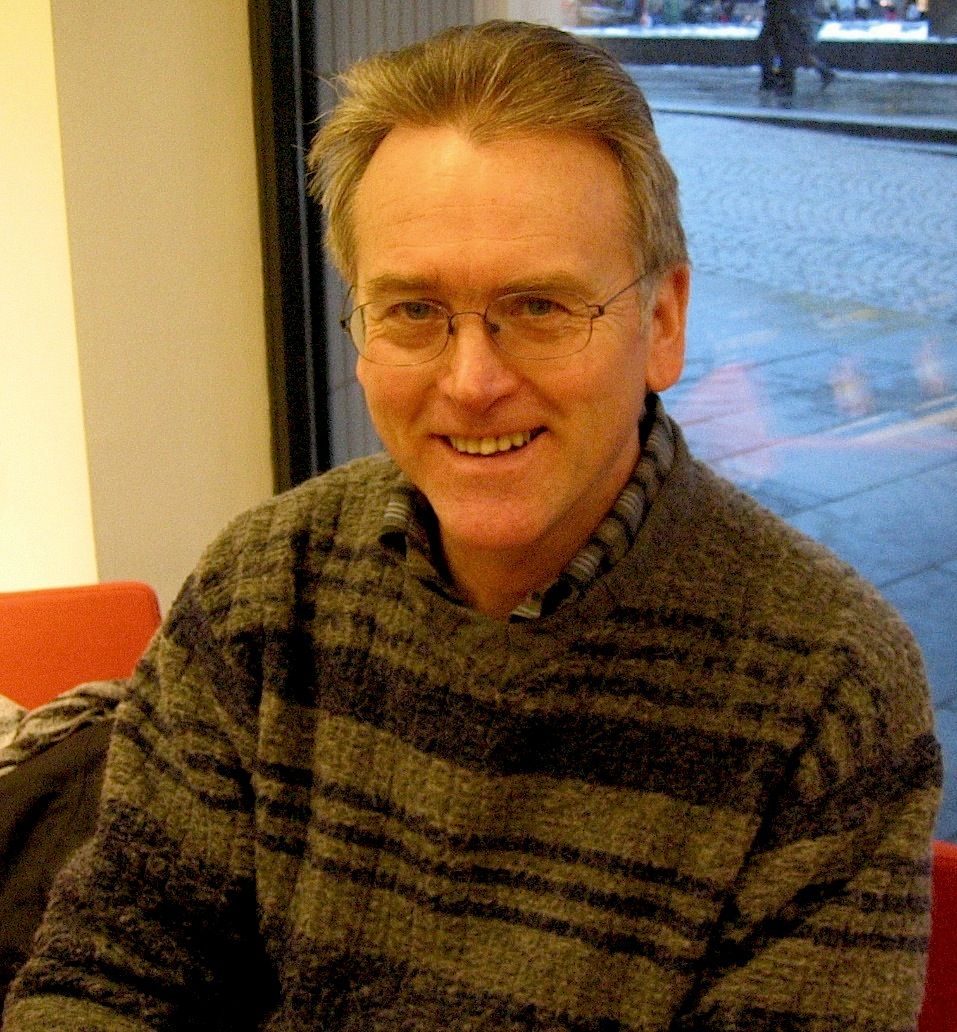
Gunnar Staalesen

Gunnar Staalesen född 19 oktober 1947 i Bergen, är en norsk författare och dramatiker. 
Staalesen är utbildad i engelska, franska och litteraturvetenskap vid universitetet i Bergen. Han har arbetat som informationssekreterare vid Den Nationale Scene. Staalesens kriminalromaner om privatdetektiven Varg Veum är översatta till 14 språk (2006). Staalesen skriver socialrealistisk kriminallitteratur. Hans böcker ger en mycket trogen och fin miljöskildring från Bergen, där huvuddelen av handlingen utspelar sig. De senaste åren har flera av hans böcker filmats och de första avsnitten har visats i svensk television 2011.